# Llanfihangel Glyn Myfyr
Llanfihangel Glyn Myfyr är en community i Storbritannien.   Den ligger i kommunen Conwy och riksdelen Wales, i den södra delen av landet, 280 km nordväst om huvudstaden London.